# Городской пейзаж

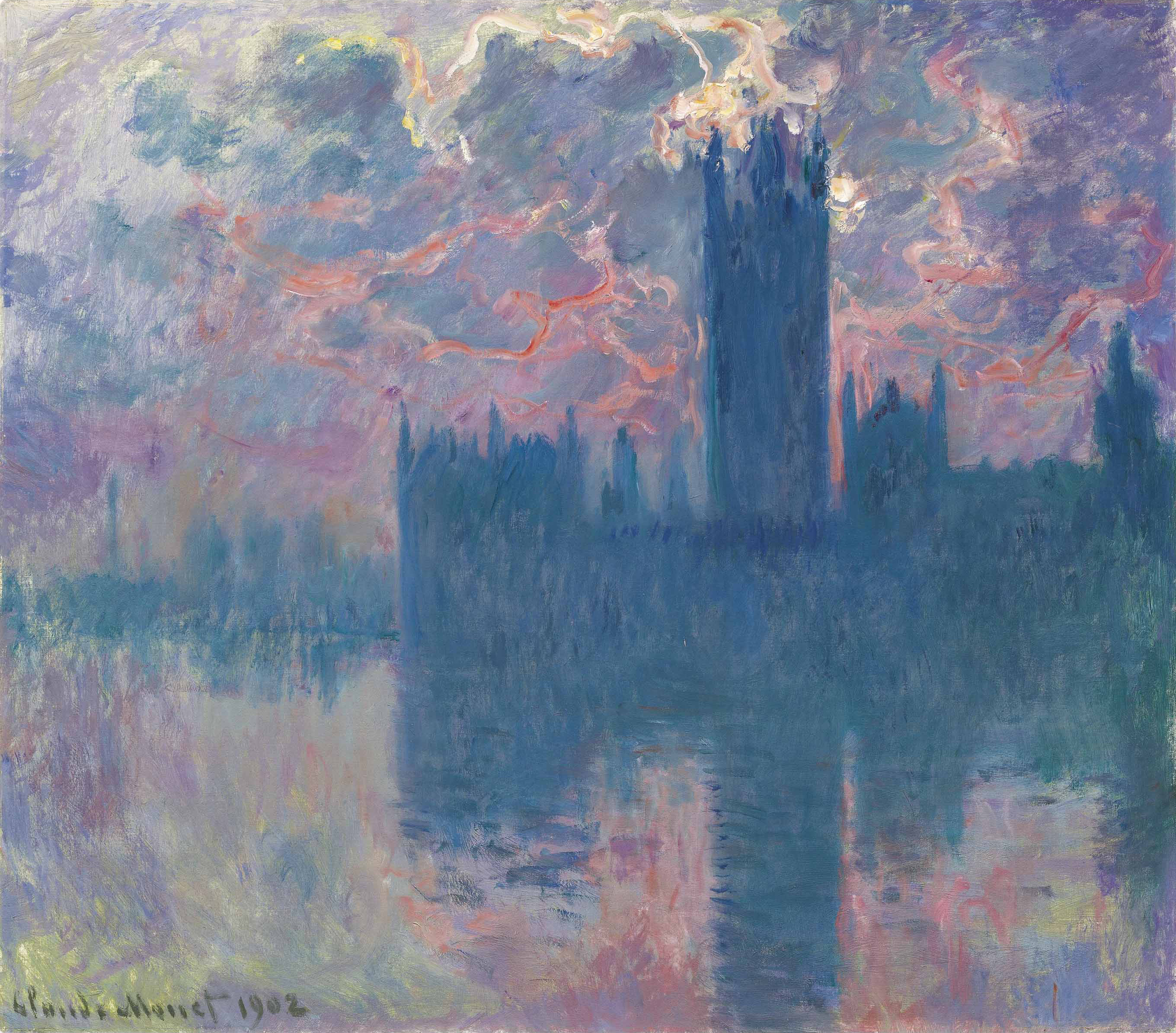
Здание парламента на закате, 1902, Клод Моне

Городской пейзаж или урбанизированный ландшафт — эквивалент городского ландшафта. Разница определений состоит лишь в том, что первое касается крупных урбанизированных городов, а второе — маленьких. В урбанизированный дизайн входят конфигурация встроенных форм и промежуточное пространство. В изобразительном искусстве урбанизированный (городской) ландшафт — художественное представление, в таких сферах как живопись, графика, печать или фотография, физических аспектов города или агломерации.